# San Sebastian, Samar
För andra betydelser, se San Sebastián (olika betydelser).
San Sebastian (Bayan ng San Sebastian) är en kommun i Filippinerna. Kommunen tillhör provinsen Samar och ligger på ön med samma namn. Folkmängden uppgår till 6 779 invånare.
San Sebastian är indelat i 14 barangayer.